# Bloednacht van Kattenburg
De Bloednacht van Kattenburg was een bloedige confrontatie tussen en stakers en ordetroepen in de nacht van 5 op 6 juli 1911 tijdens de internationale zeeliedenstaking van 1911. Deze staking begon op 14 juni 1911 en werd georganiseerd door de Britse vakbondleider Havelock Wilson. Rotterdamse en Amsterdamse zeelieden sloten zich hierbij aan. Ze eisten onder meer hogere lonen, beter eten en een ongevallenverzekering. In Amsterdam woonden veel van de stakers en sympathisanten op Kattenburg. Tijdens de staking werden militairen gestationeerd op het Kattenburgerplein en het Mariniersplein. Na een opstootje waarbij een werkwillige werd bekogeld, kwam het in  de nacht van 5 op 6 juli tot een confrontatie tussen Kattenburgers en militairen. Hierbij vielen tientallen gewonden waarvan 4 zwaargewond. Op 9 augustus beëindigden de zeelieden zonder resultaat hun staking en gingen ook de stakende Kattenburgers weer aan het werk.